# کارلوس پرز (بازیکن فوتبال، زاده ۱۹۸۴)
کارلوس پرز (انگلیسی: Carlos Pérez؛ زادهٔ ۱۴ ژانویهٔ ۱۹۸۴) بازیکن فوتبال اهل اسپانیا است.
از باشگاه‌هایی که در آن بازی کرده‌است می‌توان به باشگاه فوتبال آلکورکون، باشگاه فوتبال آلباسته بالومپیه، و باشگاه فوتبال اسپارتاک ترناوا اشاره کرد.
وی همچنین در تیم ملی فوتبال زیر ۲۰ سال اسپانیا بازی کرده‌است.